# Rinaldo Modesto
Rinaldo Modesto (Glória de Dourados, 30 de maio de 1965),  é um político brasileiro, filiado ao PODE. Nas eleições de 2022, foi eleito deputado estadual pelo MS.